# Ferdinand (Indiana)
Ferdinand è una città degli Stati Uniti d'America, situata nello Stato dell'Indiana e in particolare nella Contea di Dubois.